# Polystyliphora darwini
Polystyliphora darwini är en plattmaskart som beskrevs av Ax 1974. Polystyliphora darwini ingår i släktet Polystyliphora och familjen Polystyliphoridae. Inga underarter finns listade i Catalogue of Life.